# دلمر دیوز
دلمر دِیوز (انگلیسی: Delmer Daves؛ ۲۴ ژوئیه ۱۹۰۴ – ۱۷ اوت ۱۹۷۷) کارگردان، فیلم‌نامه‌نویس و تهیه‌کننده اهل ایالات متحده آمریکا بود.

## فیلم‌شناسی
- Queen Kelly (۱۹۲۹، نویسنده - در عنوان بندی نیامده)
- So This Is College (۱۹۲۹، فیلم‌نامه)
- Shipmates (۱۹۳۱، اقتباس و دیالوگ)
- Dames (۱۹۳۴، نویسنده)
- راه لاس زدن (۱۹۳۴، نویسنده)
- Page Miss Glory (۱۹۳۵، نویسنده)
- جنگل سنگی (۱۹۳۶، نویسنده)
- مواظب باش پروفسور (۱۹۳۸)
- رابطه عاشقانه (۱۹۳۹، نویسنده)
- Night of January 16th (۱۹۴۱، دستیار نویسنده به‌همراه رابرت پیروش)
- هیچوقت دوست داشتنی تر نبودی (۱۹۴۲، نویسنده)
- Stage Door Canteen (۱۹۴۳، نویسنده)
- Destination Tokyo (۱۹۴۳، کارگردان و نویسنده)
- The Very Thought of You (۱۹۴۴، کارگردان و نویسنده)
- ناهارخوری هالیوود (۱۹۴۴، کارگردان و نویسنده)
- خانه قرمز (۱۹۴۷، کارگردان و نویسنده)
- گذرگاه تاریک (۱۹۴۷، کارگردان و نویسنده)
- یگان رزمی (۱۹۴۹، کارگردان و نویسنده)
- پیکان شکسته (۱۹۵۰، کارگردان)
- مرغ بهشت (۱۹۵۱، کارگردان و نویسنده)
- Treasure of the Golden Condor (۱۹۵۳ کارگردان و دستیار نویسنده)
- هرگز رهایم مکن (۱۹۵۳، کارگردان)
- ضرب طبل (فیلم) (۱۹۵۴، کارگردان، نویسنده، و تهیه‌کننده)
- دیمیتریوس و گلادیاتورها (۱۹۵۴، کارگردان)
- White Feather (۱۹۵۵، نویسنده)
- آخرین واگن (۱۹۵۶، کارگردان و نویسنده)
- جوبال (۱۹۵۶، کارگردان و نویسنده)
- ۳:۱۰ به یوما (۱۹۵۷، کارگردان)
- عشقبازی به یادماندنی (۱۹۵۷، نویسنده)
- کابوی (۱۹۵۸، کارگردان)
- Kings Go Forth (۱۹۵۸)
- درخت اعدام (۱۹۵۹، کارگردان)
- A Summer Place (۱۹۵۹، کارگردان، نویسنده، و تهیه‌کننده)
- Parrish (۱۹۶۱، کارگردان، نویسنده، و تهیه‌کننده)
- Rome Adventure (۱۹۶۲، کارگردان، دستیار نویسنده، تهیه‌کننده)
- کوهستان اسپنسر (۱۹۶۳، کارگردان، نویسنده، تهیه‌کننده)
- Youngblood Hawke (۱۹۶۴، کارگردان، نویسنده)
- The Battle of the Villa Fiorita (۱۹۶۵، کارگردان، تهیه‌کننده، نویسنده)